# No One Can Hear You
No One Can Hear You (alternativ: Schrei, so lang du kannst!) ist ein US-amerikanischer Thriller von John Laing aus dem Jahr 2001. Gedreht wurde er in Auckland, Neuseeland.

## Handlung
In einer bisher friedlichen und ruhigen amerikanischen Kleinstadt wird eines Tages die gesamte Familie der Schülerin Rachel Watson im eigenen Haus ermordet. Sheriff Joe Webster und seine Leute verdächtigen einen Mann, der zeitweise bei der Familie gewohnt hat. Der gesuchte Tramper wird aber schon bald tot aufgefunden. Für Webster und seine unfähigen Helfer ist der Fall damit erledigt, doch dann trifft es eine weitere Familie.
Trish Burchall ist Radiojournalistin, alleinerziehende Mutter von Lisa und Amy und aufgrund ihres Berufs wird sie in die Ermittlungen verwickelt. Sheriff Webster wird im Zuge der Ermittlungen klar, dass die Morde kein Zufall sind und die getöteten Familien mit Lisa in Verbindung stehen. So schickt der Sheriff einen Agenten, um Lisa und die Familie zu beschützen. Er selbst hält sich zu ihrem Schutz fast nur noch in der Nähe von Trish Burchall auf.
Währenddessen taucht im Haus des Radiojournalisten ein Ausländer auf, ein junger und mysteriöser Junge namens Robert, der darum bittet, beherbergt zu werden. Nachdem er mit dem für die Überwachung von Lisa und Amy zuständigen Beamten gesprochen hat, darf er bleiben. Lisas Schulkamerad und Freund Ben kann die Entscheidung nicht verstehen und ist wütend. Da er dem Fremden nicht traut, will er auch im Haus der Burchalls übernachten. Inzwischen finden sich Hinweise auf den potenziellen Mörder, denn ein Schulkamerad war mit den Töchtern der beiden getöteten Familien intim befreundet und hatte auch mit Lisa angebändelt. Aber auch Robert wird verdächtigt.
Bei ihren Recherchen stellt Burchall fest, dass vor 15 Jahren ein ähnlicher Mord geschah. Es gab nur einen Überlebenden, einen dreijährigen Jungen, der dann adoptiert wurde. Burchall fordert den Sheriff auf, ihn ausfindig zu machen und ahnt nicht, dass sie den Jungen kennt. Burchall fürchtet, dass die Person der Täter sein und vorhaben könnte, auch sie selbst und ihre Familie zu ermorden.
Am Ende stellt sich heraus, dass Ben damals der einzige Überlebende seiner Familie war, als sein Vater im Anflug des Wahnsinns seine gesamte Familie „abschlachtet“ hatte. In der Folge entwickelte der Junge zwei verschiedene Persönlichkeiten, eine pazifistische, süße und romantische, die andere verwirrt, böse und mörderisch. Bei einem Angriff auf Lisa wird er getötet.
Das Ende des Films ist offen, da Lisa zwei Wochen nach Bens Tod per Post ein Foto von ihr auf ihrer Veranda erhält: dieses ist rot durchgestrichen und begleitet von einem Liebesbrief, den der Mörder früher verschickt hat.

## Kritiken
Das Lexikon des internationalen Films schrieb, No One Can Hear You sei ein „üblicher Teen-Scream-Film“, der in jeder Hinsicht „den Regeln des Subgenres“ folge und „bestenfalls konventionell gefertigte Unterhaltung mit einiger Spannung“ liefere. Die Fernsehzeitschrift Prisma meinte, der Film sei ein „deftiger Psycho-Thriller“, der „die Zuschauer geschickt in die Irre“ führe.
Für Gerd Hilber war es in Teleschau – der Mediendienst ein „etwas uninspirierter Schlitzer-Thriller“. Lediglich „die letzten Minuten inklusive genre-typischem Showdown“ seien spannend. TVdirekt fand, der Film sei „nichts Besonderes“.
Bei badmovies.de bemängelte der Kritiker, „dass nie Spannung aufkommt (schon allein, weil die vermeintlichen Spannungsszenen bis aufs Finale ausgeblendet werden, bevor irgendwas sehenswertes passieren kann). Das Tempo ist mäßig und wird erst im Schlussakt wenigstens soweit angezogen, dass man von Spannungskino reden könnte, wenn man wollte.“
Kritiker Frank Trebbin stellt fest: „Teenager-in-Angst-Filme haben dank des immer noch nachhaltig wirkenden Scream-Schubs weiterhin Konjunktur und so verwundert es wenig, dass auch John Laing mit seiner internationalen Co-Produktion genau jene Pfade betritt. Obwohl die Handlung nicht gerade innovativ ist, macht das Ganze einen soliden Eindruck. Spannung gibt es wohldosiert und bei den Morden ist wohltuende Zurückhaltung angesagt.“